# Sri-lankische Frauen-Cricket-Nationalmannschaft in Südafrika in der Saison 2023/24
Die Tour der sri-lankischen Frauen-Cricket-Nationalmannschaft nach Südafrika in der Saison 2023/24 fand vom 27. März bis zum 17. April 2024 statt. Die internationale Cricket-Tour war Bestandteil der Internationalen Cricket-Saison 2023/24 und umfasste drei WODIs und drei WTwenty20s. Die WODIs waren Teil der ICC Women’s Championship 2022–2025. Sri Lanka gewann die Twenty20-Serie 2–1, während die ODI-Serie unentschieden 1−1 endete.

## Vorgeschichte
Südafrika spielte zuvor eine Tour gegen Bangladesch; für Bangladesch war es die erste Tour der Saison. Das letzte Aufeinandertreffen der beiden Mannschaften bei einer Tour fand in der Saison 2018/19 in Südafrika statt.

## Stadion
Die folgenden Stadien wurden für das Turnier ausgewählt.
| Stadion               | Stadt         | Kapazität | Spiele           |
| --------------------- | ------------- | --------- | ---------------- |
| Willowmoore Park      | Benoni        | 20.000    | 1. WT20          |
| Buffalo Park          | East London   | 15.000    | 3. WT20; 1. WODI |
| De Beers Diamond Oval | Kimberley     | 11.000    | 2. WODI          |
| Senwes Park           | Potchefstroom | 18.000    | 2. WT20; 3. WODI |

## Kaderlisten
Südafrika benannte seinen WODI-Kader am 5. April 2024.
| WODI | WODI | WTwenty20 | WTwenty20 |
| Südafrika | Sri Lanka | Südafrika | Sri Lanka |
| --- | --- | --- | --- |
| - Laura Wolvaardt (K) - Anneke Bosch - Tazmin Brits - Nadine de Klerk - Sinalo Jafta (wk) - Marizanne Kapp - Ayabonga Khaka - Masabata Klaas - Suné Luus - Eliz-Mari Marx - Karabo Meso (wk) - Nonkululeko Mlaba - Tumi Sekhukhune - Delmi Tucker | - Chamari Athapaththu (K) - Nilakshi de Silva - Kavisha Dilhari - Imesha Dulani - Vishmi Gunaratne - Hansima Karunaratne - Kawya Kavindi - Achini Kulasuriya - Sugandika Kumari - Hasini Perera - Udeshika Prabodhani - Inoshi Priyadharshani - Oshadi Ranasinghe - Inoka Ranaweera - Harshitha Samarawickrama - Anushka Sanjeewani (wk) - Prasadani Weerakkody (wk) | - Laura Wolvaardt (K) - Anneke Bosch - Tazmin Brits - Nadine de Klerk - Annerie Dercksen - Sinalo Jafta (wk) - Marizanne Kapp - Ayabonga Khaka - Masabata Klaas - Suné Luus - Eliz-Mari Marx - Karabo Meso (wk) - Nonkululeko Mlaba - Tumi Sekhukhune - Chloe Tryon | - Chamari Athapaththu (K) - Nilakshi de Silva - Kavisha Dilhari - Imesha Dulani - Vishmi Gunaratne - Hansima Karunaratne - Kawya Kavindi - Achini Kulasuriya - Sugandika Kumari - Hasini Perera - Udeshika Prabodhani - Inoshi Priyadharshani - Oshadi Ranasinghe - Inoka Ranaweera - Harshitha Samarawickrama - Anushka Sanjeewani (wk) - Prasadani Weerakkody (wk) |

## Tour Match
| 6. April Scorecard | East London | South Africa Women XI | – | Sri Lanka |
|                    |             | Spiel abgesagt        |   |           |

Spiel wurde auf Grund von Regenfällen abgesagt.

## Women’s Twenty20 Internationals

### Erstes WTwenty20 in Benoni
| 27. März Scorecard | Benoni | Südafrika 198-5 (20)          | – | Sri Lanka 119 (18.2) |
|                    |        | Südafrika gewinnt mit 79 Runs |   |                      |

Sri Lanka gewann den Münzwurf und entschied sich als Feldmannschaft zu beginnen. Als Spielerin des Spiels wurde Laura Wolvaardt ausgezeichnet.

### Zweites WTwenty20 in Potchefstroom
| 30. März Scorecard | Potchefstroom | Südafrika 137-8 (20)            | – | Sri Lanka 138-3 (18.5) |
|                    |               | Sri Lanka gewinnt mit 7 Wickets |   |                        |

Südafrika gewann den Münzwurf und entschied sich als Schlagmannschaft zu beginnen. Als Spielerin des Spiels wurde Kavisha Dilhari ausgezeichnet.

### Drittes WTwenty20 in East London
| 3. April Scorecard | East London | Südafrika 155-6 (20)            | – | Sri Lanka 156-6 (19.1) |
|                    |             | Sri Lanka gewinnt mit 4 Wickets |   |                        |

Sri Lanka gewann den Münzwurf und entschied sich als Feldmannschaft zu beginnen. Als Spielerin des Spiels wurde Chamari Athapaththu ausgezeichnet.

## Women’s One-Day Internationals

### Erstes WODI in East London
| 9. April Scorecard | East London | Südafrika 270-6 (50) | – | Sri Lanka 23-0 (6.5) |
|                    |             | No Result            |   |                      |

Sri Lanka gewann den Münzwurf und entschied sich als Feldmannschaft zu beginnen. Das Spiel musste auf Grund von Regenfällen abgebrochen werden.

### Zweites WODI in Kimberley
| 13. April Scorecard | Kimberley | Sri Lanka 229 (49.5)            | – | Südafrika 233-3 (47.4) |
|                     |           | Südafrika gewinnt mit 7 Wickets |   |                        |

Südafrika gewann den Münzwurf und entschied sich als Feldmannschaft zu beginnen. Als Spielerin des Spiels wurde Laura Wolvaardt ausgezeichnet.

### Drittes WODI in Potchefstroom
| 17. April Scorecard | Potchefstroom | Südafrika 301-5 (50)            | – | Sri Lanka 305-4 (44.3) |
|                     |               | Sri Lanka gewinnt mit 6 Wickets |   |                        |

Sri Lanka gewann den Münzwurf und entschied sich als Feldmannschaft zu beginnen. Als Spielerin des Spiels wurde Chamari Athapaththu ausgezeichnet.

## Auszeichnungen

### Player of the Series
Als Player of the Series wurden folgende Spieler ausgezeichnet.
| Serie | Player of the Series |
| ----- | -------------------- |
| WODI  | Laura Wolvaardt      |
| WT20  | Laura Wolvaardt      |

### Player of the Match
Als Player of the Match wurden die folgenden Spielerinnen ausgezeichnet.
| Spiel   | Player of the Match |
| ------- | ------------------- |
| 1. WODI | –                   |
| 2. WODI | Laura Wolvaardt     |
| 3. WODI | Chamari Athapaththu |
| 1. WT20 | Laura Wolvaardt     |
| 2. WT20 | Kavisha Dilhari     |
| 3. WT20 | Chamari Athapaththu |